# Варда Євген
Євген Варда (11 квітня 1942 — 6 січня 1992) — українсько-ассирійський перекладач, літератор, письменник, журналіст, учасник національно-українського культурного відродження, дисидент, учасник руху шістдесятництва і учасник громадського руху 1990-х.
Знав арамейську та українську мови — обидві рідні (батько — ассирієць, мати — українка). Переклав «Смішні оповідки» Абу-ль-Фараджі. Взявся й за одну з найдавніших і найвизначніших у світовій літературі поем — шумерійський епос «Ґільґамеш» (60-70-ті роки).
Євген Варда знайомив ассирійців із творчістю Тараса Шевченка,Івана Франка, Володимира Сосюри,Василя Симоненка та багатьох інших.
Його дід, християнин, на початку 20 століття під час релігійних міжусобиць в Ірані врятував свою сім'ю і знайшов прихисток у Києві. Батько Інвія одружився з українкою Вірою, і вже в окупованому Києві народився Євген.
З розвоєм незалежності України очолює ідеологічний відділ у «Просвіті», агітує як поет і громадянин на площах та у трудових колективах, розповсюджує видання нових газет, організовує мітинги підтримки та протесту і завжди сам у перших лавах. Під час одного такого «найспекотнішого» заходу, коли блокували Софію Київську в день приїзду патріарха Московського, у Євгена стався обширний інфаркт. Це й стало передвісником швидкої смерти.